# Due anni in velocipede
Due anni in velocipede. Avventure straordinarie di due ciclisti intorno al mondo è un romanzo di avventura del 1899 scritto e illustrato dall'autore italiano Yambo (pseudonimo di Enrico Novelli) con 122 disegni. L'opera narra le straordinarie peripezie di due giovani ciclisti che intraprendono un giro del mondo in tandem, affrontando sfide e avventure in ogni continente. Il romanzo combina elementi di avventura, umorismo, satira e fantascienza.
Pochi anni prima Emilio Salgari aveva pubblicato un romanzo avventuroso di tema analogo, Al Polo Australe in velocipede (1895). Yambo e Salgari erano entrambi appassionati di ciclismo.

## Storia editoriale
Il romanzo fu pubblicato per la prima volta nel 1899 dall'editore Donath di Genova. Successivamente, fu riedito da Antonio Vallardi di Milano in diverse edizioni.

## Trama
Roberto e Guido, due giovani ciclisti italiani, accettano una scommessa che li porterà a compiere il giro del mondo utilizzando esclusivamente un tandem come mezzo di trasporto. Il viaggio, che si protrae per venti mesi, li conduce attraverso i cinque continenti, affrontando sfide naturali, culturali e tecnologiche.
Durante il loro percorso, i protagonisti attraversano deserti, foreste, montagne e città esotiche, incontrando personaggi di ogni tipo e vivendo avventure che mettono alla prova il loro coraggio e la loro determinazione. 

## Personaggi
Roberto
Il più riflessivo dei due protagonisti, spesso assume il ruolo di narratore delle avventure vissute durante il viaggio.
Guido
Compagno di viaggio di Roberto, caratterizzato da un temperamento più impulsivo e avventuroso.

## Accoglienza e critica
Alla sua uscita, Due anni in velocipede fu accolto favorevolmente dal pubblico giovanile, grazie alla sua combinazione di avventura e umorismo.
In tempi più recenti, il romanzo è stato oggetto di analisi accademiche che ne hanno evidenziato l'importanza nel panorama della letteratura d'avventura italiana. In particolare, Michela Toppano (2023) ha analizzato il romanzo nel contesto dell'agonismo ludico e della modernità, sottolineando come Yambo abbia saputo coniugare elementi sportivi e narrativi in modo innovativo.

## Edizioni
- Yambo, Due anni in velocipede, con 122 disegni, Genova, Donath, 1899.
- Yambo, Due anni in velocipede, Milano, Antonio Vallardi, 1926.
- Yambo, Due anni in velocipede, Milano, Antonio Vallardi, 1933.
- Yambo, Due anni in velocipede, Milano, Antonio Vallardi, 1948.
- Yambo, Due anni in velocipede, eBook, Milano, Landscape Books, 2019.